# Plateau Thompson

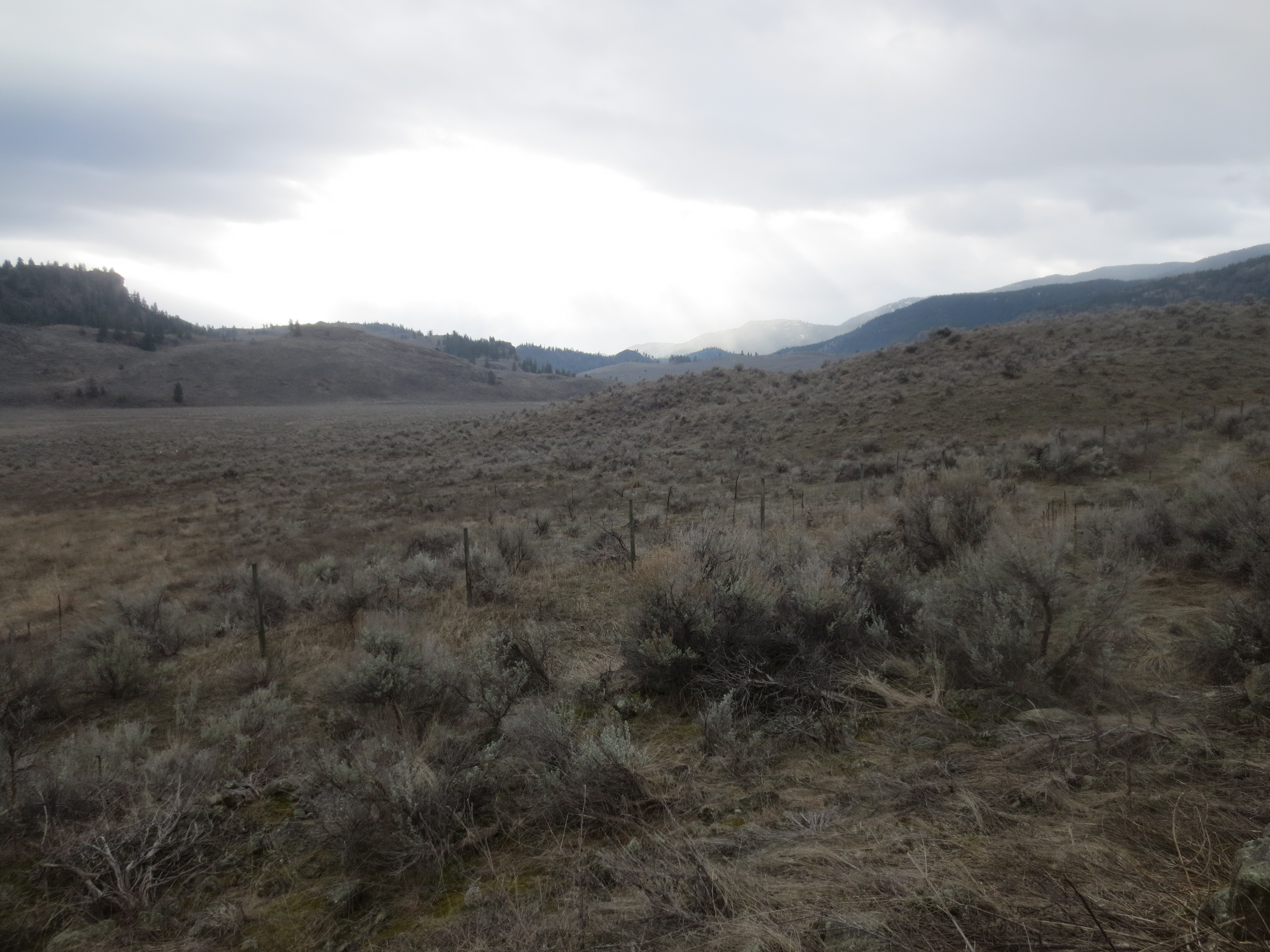
Il Plateau Thompson nei pressi del Dominion Radio Astrophysical Observatory.

Il Plateau Thompson, chiamato anche Plateau Okanagan-Thompson, forma la porzione meridionale dell'Interior Plateau, nella regione canadese della Columbia Britannica.

## Delimitazione geografica
È posizionato a ovest del lago Okanagan, a sud del fiume Thompson e a est del fiume Fraser, senza però mai toccarlo. Nel suo punto più meridionale il plateau è stretto dalla catena delle Cascate confinando con la Okanagan Valley. Nel vertice sudoccidentale confina con la parte canadese della catena delle Cascate, seguendo più o meno la linea del fiume Similkameen, del suo affluente Tulameen e una serie di valichi dall'area della città di Tulameen fino alla confluenza del fiume Thompson con il fiume Nicoamen, poche miglia a est della città di Lytton nel Canyon Fraser. Il margine nordorientale corre approssimativamente dalla città di Vernon attraverso la valle del rio Monte Creek fino alla congiunzione appena a est della città di Kamloops. A nordest di questa linea si trova l'altopiano Shuswap Highland.
A volte viene incluso nei confini a nord anche il Plateau Bonaparte, che si trova all'angolo tra i fiumi Thompson e Bonaparte, a sud dell'estrema estensione del fiume e del suo piccolo affluente, il Lemieux Creek.

## Caratteristiche
Il paesaggio dominante del Plateau Thompson è quello di un altopiano molto ricoperto d boschi, soprattutto delle conifere tipiche del piano montano come i larici Larix laricina, che degrada poi rapidamente nelle valli dei fiumi Thompson e Okanagan e al di fuori del suo perimetro dà luogo ad un paesaggio semi arido dove vivono serpenti come il crotalo e crescono cactus e fichi d'India.

## Geologia
Le rocce sottostanti al Plateau Thompson si sono originate nell'Oceano Pacifico e si sono successivamente saldate alla placca nordamericana durante il Mesozoico. Furono intensamente intruse da magma dando luogo alla formazione di rocce granitiche. L'altopiano è ora delimitato da ripide scarpate profonde oltre 1.000 m che sfociano nelle sottostanti valli. La parte superficiale fu ricoperta da sottili strati di basalto formati dai flussi di lava del Gruppo di Chilcotin tra 15 e 10 milioni di anni fa.
L'area fu ricoperta dai ghiacci durante la glaciazione del Pleistocene, che ha lasciato uno spesso manto di detriti morenici su gran parte del territorio. Il Pleistocene terminò con una graduale stagnazione e con i residui del ghiaccio in posto. Come conseguenza su molti pendii si è formata una serie di canali su livelli successivi di residui glaciali.